# سوزان عفانة
سوزان عبد المجيد محمد عفانة (1970 -) سياسية وإعلامية أردنية ولدت في مصر، شغلت منصب وزير السياحة والاثار في حكومة سمير الرفاعي من (28 يوليو 2010 - 24 نوفيمبر 2010) كما شغلت منصب رئيس اللجنة الاعلامية وعضو اللجنة التنفيذية لقمة المرأة العربية برئاسة الملكة رانيا العبدالله. لها بصمة في الإعلام والسياحة والاتصالات وغيرها من المجالات. بدأت مسيرتها عام 1991 كصحافية ومذيعة أخبار في التلفزيون الأردني.

## المؤهلات العلمية
وهي تحمل شهادة البكالوريوس في الأدب الإنجليزي والعلوم السياسية من الجامعة الاردنية. 

## عملها
خلال عملها كمراسلة سياسية تنقلت سوزان عفانة بين العديد من عواصم العالم لتغطية الأخبار. حصلت على منصب رئيس تحرير الأخبار الإنجليزية في التلفزيون الأردني، ونائب رئيس تنفيذي للاتصال والمعلومات والمسؤولية الاجتماعية في شركة زين ومستشار لقناة العربية وMBC في دبي ومنصب مدير عام القناة الفضائية الأردنية، لتكون أول امرأة في الوطن العربي لتتولى هذه المهام في هذا العمر وهي لم تتجاوز ال29 عاما. كما عملت كمندوب في قناة سي إن إن الدولية وحيث شاركت في برنامج " التقرير العالمي الحائز على جائزة "أيمي". 

## المناصب
- مستشار للقناة العربية و MBC وقناة دبي.[1]
- رئيسة اللجنة الاعلامية وعضو اللجنة التنفيذية لقمة المرأة العربية برئاسة جلالة الملكة رانيا العبد الله.
- عضو في مؤتمر القيادات العربية الشابة وو عضو مجلس إدارة المعهد الأردني للاعلام، وعضو إدارة مؤسسة نهر الأردن.
- وزيرة السياحة والآثار. لديعا العديد من المناصب والانجازات في الأردن وخارجها.
- حصلت على وسام الحسين للعطاء المميز من الدرجة الأولى.

## جوائز
- جائزة أفضل تقرير سياسي للعام 2000.
- وسام الحسين للعطاء المميز من الدرجة الأولى.[2]